# فيرنون كيوغ
فيرنون كيوغ (بالإنجليزية: Vernon Keogh)‏ هو طيار أمريكي، ولد في 1912 في بروكلين في الولايات المتحدة، وتوفي في 15 فبراير 1941 في Flamborough Head ‏ في المملكة المتحدة.